# Yoo Sun
Yoo Sun, pseudonimo di Wang Yoo-sun (왕유선?, Wang Yu-seonLR; 11 febbraio 1976), è un'attrice sudcoreana.

## Filmografia

### Cinema
- Mayonnaise (마요네즈), regia di Yoo In-ho (1999)
- www.whitelover.com, regia di Park Kwang-soo – cortometraggio (2000)
- 4in-yong siktak (4인용 식탁), regia di Lee Soo-yeon (2003)
- Beomjoe-ui jaeguseong (범죄의 재구성), regia di Choi Dong-hoon (2004)
- Gabal (가발), regia di Won Shin-yeon (2005)
- Black House (검은 집, Geom-eun jip), regia di Shin Tae-ra (2007)
- Ikki (이끼), regia di Kang Woo-suk (2010)
- GLove (글러브), regia di Kang Woo-suk (2011)
- Romantic Heaven (로맨틱 헤븐), regia di Jang Jin (2011)
- Never Ending Story (네버엔딩 스토리), regia di Jung Yong-joo (2012)
- Gabi (가비), regia di Chang Yoon-hyun (2012)
- Don't Cry Mommy (돈 크라이 마미), regia di Kim Yong-han (2012)
- Toema - Munyeogul (퇴마: 무녀굴), regia di Kim Whee (2015)
- Himalaya (히말라야), regia di Lee Suk-hoon (2015)

### Televisione
- Seonseor-ui gohyang - Sangsa-yo (전설의 고향 - 상사요) – film TV (1999)
- Geu haetsar-i na-ege (그 햇살이 나에게) – serie TV (2002)
- Daemang (대망) – serie TV (2002-2003)
- Tae-yang-ui namjjok (태양의 남쪽) – serie TV (2003)
- Pokpung sog-euro (폭풍 속으로) – serie TV (2004)
- Jag-eun assideul (작은 아씨들) – serie TV (2004)
- Dalkomhan spy (달콤한스파이) – serie TV (2005-2006)
- Doksincheonha (독신천하) – serie TV (2006)
- Lobbyist (로비스트) – serie TV (2007)
- Geu yeojaga museo-wo (그 여자가 무서워) – serie TV (2007-2008)
- Jonghapbyeong-won (종합병원 2) – serie TV (2008-2009)
- Terroir (떼루아) – serie TV (2008-2009)
- Sol-yakgukjip adeuldeul (솔약국집 아들들) – serie TV (2009)
- Butakhae-yo, captain (부탁해요, 캡틴) – serie TV (2012)
- Ma-ui (마의) – serie TV (2012-2013)
- Africa-eseo sar-anamneun beop (아프리카에서 살아남는 법) – film TV (2013)
- Insaeng chujeoksa ijaegu (인생 추적자 이재구) – miniserie TV, 2 puntate (2015)
- Dalkomsalbeol family (달콤살벌 패밀리) – serie TV (2015-2016)
- Uri Gap-soon-i (우리 갑순이) – serie TV, 61 episodi (2016)
- Criminal Mind (크리미널 마인드?) – serie TV (2017)
- Move to Heaven (무브 투 헤븐?) – serie TV, episodio 9 (2021)

## Riconoscimenti
| Anno | Premio                                  | Categoria                                                             | Opera nominata          | Risultato       |
| ---- | --------------------------------------- | --------------------------------------------------------------------- | ----------------------- | --------------- |
| 2003 | SBS Drama Awards                        | Miglior attrice di supporto                                           | Tae-yang-ui namjjok     | Vincitore/trice |
| 2004 | Grand Bell Awards                       | Miglior attrice di supporto                                           | 4in-yong siktak         | Candidato/a     |
| 2004 | SBS Drama Awards                        | Premio nuova stella                                                   | Jag-eun assideul        | Vincitore/trice |
| 2004 | SBS Drama Awards                        | Premio all'eccellenza, attrice in un drama seriale                    | Pokpung sog-euro        | Vincitore/trice |
| 2005 | SBS Drama Awards                        | Premio speciale nella categoria presentatori                          | Million Dollar Mystery  | Vincitore/trice |
| 2007 | Blue Dragon Film Awards                 | Miglior attrice di supporto                                           | Geom-eun jip            | Candidato/a     |
| 2007 | SBS Drama Awards                        | Premio all'eccellenza, attrice in un drama seriale                    | Geu yeojaga museo-wo    | Vincitore/trice |
| 2008 | Korea Drama Awards                      | Premio all'eccellenza, attrice                                        | Geu yeojaga museo-wo    | Candidato/a     |
| 2009 | Korean Culture and Entertainment Awards | Premio all'eccellenza, attrice in un drama                            | Sol-yakgukjip adeuldeul | Vincitore/trice |
| 2009 | KBS Drama Awards                        | Miglior coppia con Lee Pil-mo                                         | Sol-yakgukjip adeuldeul | Vincitore/trice |
| 2009 | KBS Drama Awards                        | Premio all'eccellenza, attrice in un drama seriale                    | Sol-yakgukjip adeuldeul | Vincitore/trice |
| 2010 | Asia Model Festival Awards              | BBF Popular Star Award                                                |                         | Vincitore/trice |
| 2010 | Blue Dragon Film Awards                 | Miglior attrice di supporto                                           | Ikki                    | Candidato/a     |
| 2011 | Blue Dragon Film Awards                 | Miglior attrice di supporto                                           | GLove                   | Candidato/a     |
| 2012 | SBS Drama Awards                        | Premio all'eccellenza, attrice in un drama seriale                    | Butakhae-yo, captain    | Candidato/a     |
| 2012 | MBC Drama Awards                        | Premio alla massima eccellenza, attrice in un progetto drama speciale | Ma-ui                   | Candidato/a     |